# Alfa Romeo 90
De Alfa Romeo 90, ook wel de Novanta, is een sedan van het Italiaanse automerk Alfa Romeo die werd geïntroduceerd in 1984. De Alfa Romeo 90 werd tussen de Alfetta en de Alfa 6 gepositioneerd.
Het chassis van de 90 kwam uit de Alfetta, en ook het uiterlijk van de 90 had veel gemeen met de twaalf jaar oudere Alfetta. Bertone zorgde voor het ontwerp en de 90 werd iets hoekiger en moderner gemaakt dan de Alfetta. De 90 kreeg een dynamische voorspoiler die vanaf 80 km/h naar beneden kwam en voor extra koeling van de motor en voor extra neerwaartse druk zorgde. Het interieur van de 90 werd wat luxueuzer gemaakt ten opzichte van de Alfetta. Opvallend aan het dashboard van de Quadrifoglio Oro-versie (gouden klavertjevier) was dat de snelheid- en toerentalmeter niet rond waren, maar diagonaal omhoog liepen. Als optie was een attachékoffertje beschikbaar. Deze paste precies in het handschoenenkastje.
De Alfa Romeo 90 behoort tot de transaxles, de motor voorin, de versnellingsbak net voor de achteras en aandrijving op de achterwielen. De 90 was leverbaar met zes motoren. Het instapmodel was de viercilinder 1779cc-motor met 120 pk. Daarnaast was er een 1962cc-motor met carburateurs en een 1962cc-motor met injectie beschikbaar, beide leverden 128 pk. De injectiemotor moest zuiniger met de brandstof omgaan onder meer door een (inlaat)nokkenasversteller en de computergestuurde injectie (Bosch Motronic)in combinatie met de econometer op het dashboard waarmee men het verbruik in de gaten kon houden. De Alfa 90 kon ook nog verkregen worden met V6-motoren uit de Alfa 6: een 1996 cc V6 van 132 pk en een 2492 cc V6 met 156 pk. Deze laatste ging door het leven als de Quadrifoglio Oro. De wagen was verder ook nog te verkrijgen met een 110 pk sterke 2393 cc turbo diesel.
In 1986 kreeg de Alfa 90 een facelift met de 90 Super. Een jaar later volgde de voorwielaangedreven 164 de Alfa 90 op.